# Horne Sogn (Hjørring Kommune)
 For alternative betydninger, se Horne Sogn. (Se også artikler, som begynder med Horne Sogn)
Horne Sogn er et sogn i Hjørring Nordre Provsti (Aalborg Stift).
I 1800-tallet var Asdal Sogn anneks til Horne Sogn. Begge sogne hørte til Vennebjerg Herred i Hjørring Amt. Horne-Asdal sognekommune skiftede i starten af 1960'erne navn til Hirtshals. Den blev ved kommunalreformen i 1970 kernen i storkommunen Hirtshals Kommune, som ved strukturreformen i 2007 indgik i Hjørring Kommune.
Hirtshals Kirke blev indviet i 1908. I 1963 blev Hirtshals Sogn udskilt fra Horne Sogn.
I Horne Sogn ligger Horne Kirke.
I sognet findes følgende autoriserede stednavne:
- Engbjerg (bebyggelse)
- Harken (bebyggelse)
- Horne (bebyggelse, ejerlav)
- Højrup (bebyggelse, ejerlav)
- Kjul Å (vandareal)
- Knagen (areal)
- Skansen (bebyggelse)
- Terpet (bebyggelse)
- Ulvkær (bebyggelse)